# Wilhelmina Druckerprijs
De Wilhelmina Druckerprijs werd in 1970 ingesteld door de redactie van het weekblad Libelle, naar aanleiding van een Dolle Mina-bijlage bij dit tijdschrift. De prijs werd toegekend aan een persoon, groep of instelling, die zich met succes sterk had gemaakt ter verbetering van de positie van de vrouw in de samenleving.
De prijs is vernoemd naar de politicus en feministe Wilhelmina Drucker en bestaat uit een bronzen beeldje van 23 cm hoog, ontworpen door beeldend kunstenaar Kees Vet. Het toont de gestalte van een volkomen vrije vrouw met het hoofd fier geheven, met een expressie van 'Ik kan de wereld aan'.

## Laureaten
- 1974:  Optilon-vrouwen[2][3], gelijke lonen voor mannen en vrouwen
- 1972: Nederlandse Vereniging voor Vrouwenbelangen, Vrouwenarbeid en Gelijk Staatsburgerschap[4]
- 1972: Mevrouw M.E. Stolman[5][6]
- 1970/1971: Nel Tegelaar[7][8] (1918-1992), Amerikaanse "Dolle Mina" (bronnen geven 2 verschillende jaartallen)

Aletta Jacobsprijs · Aletta van Nu Prijs · Anna Bijns Prijs · Colombina · Corrie Hermannprijs · Courbois-parel · Els Borst Netwerk Inspiratieprijs · Femme van het Jaar · Harriët Freezerring · Helena Rubinsteinprijs · Hilda van Suylenburg prijs · Johanna W.A. Naberprijs · Joke Smit-prijs · Kartiniprijs · Liesbeth van Dorsser Keusprijs · Liese Prokop-vrouwenprijs · Maria Tesselschadeprijs · Marie-Popelinprijs · Opzij Literatuurprijs · Opzij Top 100 -  Pieternel Rolprijs · Theo d'Or · Theo Mann-Bouwmeesterring · Theodora Niemeijer Prijs · Topvrouw van het jaar - De Triomf · Victorine Heftingprijs · Vrouw in de Media Award · Wilhelmina Druckerprijs · Women's Prize for Fiction · Zakenvrouw van het jaar · Zonta Award